# Alan Smith
Alan Smith (Leeds, Inglaterra, 28 de octubre de 1980) es un exfutbolista que jugaba como delantero. Su último equipo fue el Notts County de la Football League Two como mediocentro.

## Biografía
Smith comenzó su carrera deportiva en Leeds United F.C., donde consiguió marcar más de 30 goles, y a los 24 años el Manchester United le contrató por 10,25 millones de euros. Jugó en los Red Devils desde 2004 donde ha conquistado una Carling Cup, marcando desde su estancia en el United 7 goles en sus dos temporadas, debido en parte, a una grave lesión que tuvo en la temporada 2005-06 que le impidió estar en la Copa Mundial de Fútbol de 2006.
En la temporada 2006-07 Smith fue cedido dos meses al Cardiff City de la segunda división inglesa, The Championship, para acabar su puesta a punto tras su lesión. Tras la lesión de Louis Saha y la marcha de Henrik Larsson Smith se hizo un hueco en el 11 titular junto a Wayne Rooney.
El 2 de agosto de 2007, el Newcastle United confirmó que había aceptado un cargo en el Manchester United de alrededor de 6 millones de libras para fichar a Smith. El acuerdo fue confirmado el 3 de agosto, con Smith rumbo a Newcastle con un contrato de cinco años.

## Clubes
| Club                  | País       | Año       |
| --------------------- | ---------- | --------- |
| Leeds United          | Inglaterra | 1998-2004 |
| Manchester United     | Inglaterra | 2004-2007 |
| Newcastle United      | Inglaterra | 2007-2011 |
| Milton Keynes Dons FC | Inglaterra | 2012-2014 |
| Notts County          | Inglaterra | 2014-2018 |

## Palmarés

### Campeonatos nacionales
| Título                       | Club              | País       | Año  |
| ---------------------------- | ----------------- | ---------- | ---- |
| Football League Cup          | Manchester United | Inglaterra | 2006 |
| Premier League               | Manchester United | Inglaterra | 2007 |
| Football League Championship | Newcastle United  | Inglaterra | 2010 |